# Loxosomatoides evelinae
Loxosomatoides evelinae är en bägardjursart som beskrevs av Ernst Marcus 1939. Loxosomatoides evelinae ingår i släktet Loxosomatoides och familjen Pedicellinidae. Inga underarter finns listade i Catalogue of Life.